# Tastatur
Et tastatur eller computertastatur er et redskab til indtastning af tekst.

## Redskab
Tastaturet kan være på en skrivemaskine eller være sluttet til en computer. Tastaturer findes i mange sprogvarianter og med flere forskellige placeringer af tasterne, hvor QWERTY-udgaven er den mest udbredte. QWERTY-tastaturet er en gammel opfindelse fra 1868, hvor man med vilje placerede meget anvendte bogstaver et stykke fra hvilepositionen, så man ikke kom til at taste for hurtigt. Dvorak-tastaturet er derimod skabt til at man kan skrive hurtigt.
Der findes også ergonomiske tastaturer som er "knækket" på midten og med et hængsel foroven, så hænderne kan arbejde under en mere naturlig form.
Nogle mennesker har fået en stærk aversion mod visse taster på tastaturet. F.eks. firmaejeren Pieter Hintjens, som ønsker caps-lock-tasten fjernet fra tastaturene.

På næsten alle tastaturer er der to små forhøjninger på f- og j- tasterne i midten af tastaturet som en hjælp til at placere fingrene korrekt uden at skulle se ned på tastaturet. Dette kan, med lidt øvelse, bruges til at skifte hænder mellem hoveddelen af tastaturet og det numeriske tastatur – hvor der ligeledes er en forhøjet tast – uden at kigge. Forhøjningen bruges også i tifingersystemet hvor pegefingrene som udgangspunkt hviler på de to taster.

## Taster
| § ½ | ! 1 | " 2___@ | # 3_ __£ | ¤ 4_ __$ | % 5 | & 6 | / 7_ __{ | ( 8_ __[ | ) 9_ __] | = 0_ __} | ? + | ` ´_ __\| | ←––– Backspace |

| Tab | Q | W | E___€ | R | T | Y | U | I | O | P | Å | ^_ __~ ¨ |  | Enter ←┘ |

| Caps Lock | A | S | D | F | G | H | J | K | L | Æ | Ø | * ' |  |

| Shift ↑ | > <_ __\ | Z | X | C | V | B | N | M | ; , | : . | _ - | Shift ↑ |

| Ctrl | Win Key | Alt | Space (el. Mellemrum) | Alt Gr | Win Key | Menu | Ctrl |  |

### Enter
Enter eller enter tast (eller return tast på Macs og de fleste Sun Workstations) er en tast på et computertastatur som har mange funktioner. Return tastens funktion er i en forstand arvet fra de gamle skrivemaskiners vognretur (eng. carriage return).
Funktionen varierer alt efter hvilket aktuelt værktøj eller applikation, man kører. I de fleste situationer bruges enter til at bekræfte noget. Især i en kommandolinje-konsol betegner tasten enter, at man vil udføre den indtastede kommando.
I en teksteditor forårsager et tryk på enter isættelse af en eller begge ASCII-tegnsæts tegn – eller kombinationer af et Line feed (=Newline) og et Carriage Return.
I regneark forårsager et tryk på enter, flytning af indsætningspunktet til cellen lige under.
Mange tastaturer har et numerisk tastatur. Der er således to enter-taster: en på selve tastaturet (stor tast) og en i det numeriske tastatur (mindre tast). Funktionen af de to er ofte den samme, men sommetider er der forskel.